# Bernard de La Roche-Flavin
Bernard de La Roche-Flavin (ou de La Roche Flavin), né en 1552 à Saint-Sernin-sur-Rance et mort en 1627, est un magistrat toulousain.
Issu d'une famille de petits seigneurs rouergats, il devient président à la chambre des requêtes du parlement de Toulouse grâce à la protection du duc d'duc d'Épernon et noue des alliances matrimoniales dans la société parlementaire de cette ville. Il écrit plusieurs traités juridiques, notamment un recueil des arrêts du parlement de Toulouse. Il publie un gros ouvrage sur les parlements de France, dans lequel il revendique une autorité politique pour les parlements et dénonce les comportements de ses collègues magistrats, ce qui lui vaut d'être condamné par le parlement de Toulouse.

## Biographie

### Famille
Bernard de La Roche-Flavin est né en 1552 à Saint-Sernin-sur-Rance, en Rouergue,. Il donne peu de renseignements sur son père, probablement issu d'une famille d'un rang inférieur à celle de sa mère, Jeanne. Celle-ci est la fille de Gaspard, seigneur de Flavin et de Tanus, qui combat dans les rangs catholiques pendant les guerres de religion. Il est pris en otage par les huguenots et son fils Paul, pour payer la rançon, vend la moitié de la seigneurie de Flavin en 1574.
Bernard de La Roche-Flavin, principal héritier de la famille de Flavin, hérite de la moitié restante de la seigneurie de Flavin et de celle de Tanus. Par son père, il possède de nombreux biens fonciers, des seigneuries et des droits de justice à Saint-Sernin-sur-Rance. Le lieutenant principal de la justice royale de Saint-Sernin est son beau-frère Jacques Gaultier, mari d'Hélix de La Roche, sœur de Bernard.

### Carrière
Bernard de La Roche-Flavin est élève du collège jésuite de Rodez puis étudie le droit à l'université de Toulouse et devient docteur en droit en 1573,.

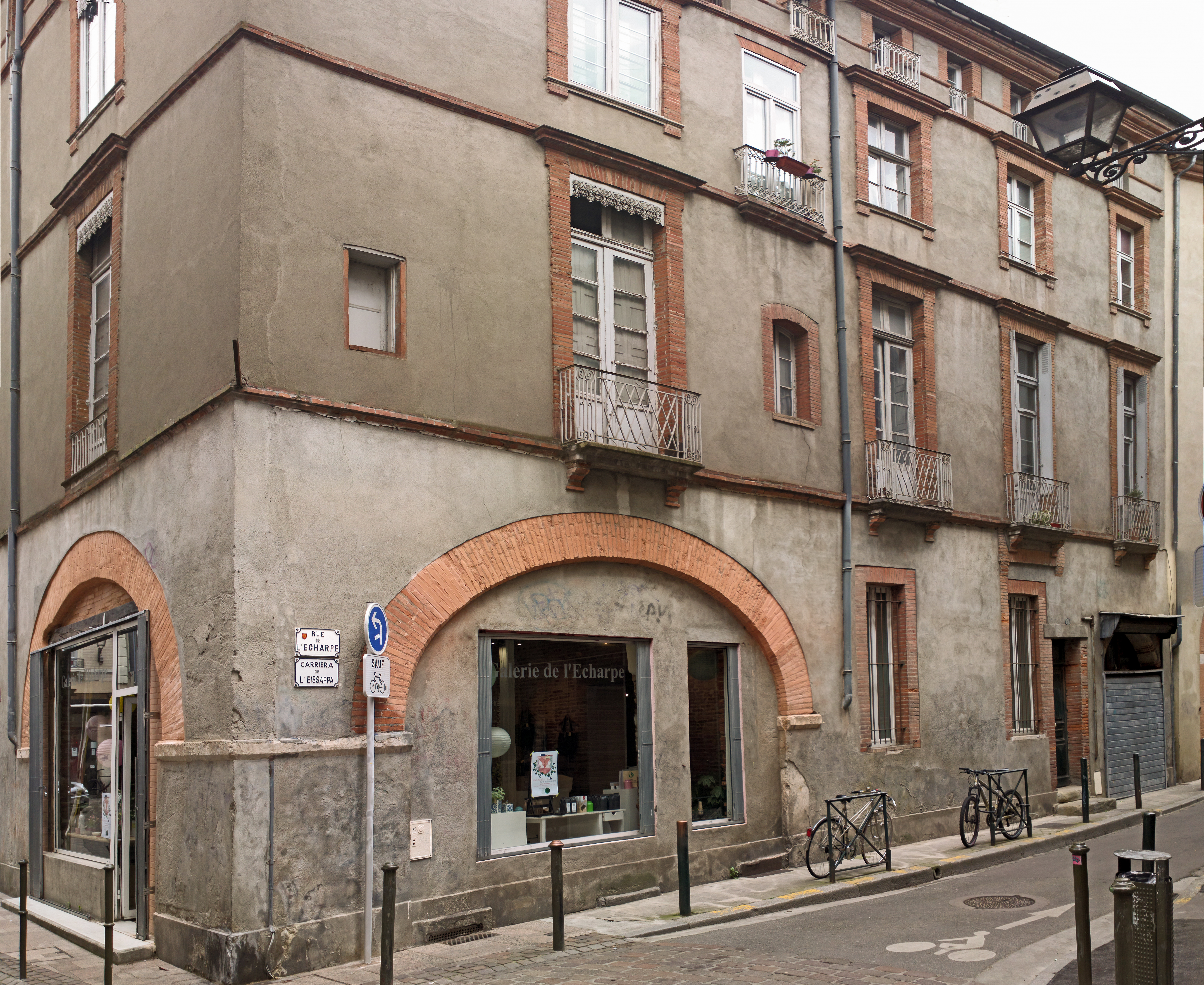
Hôtel des Ysalguier, acheté par Bernard de La Roche-Flavin.

Il est avocat au parlement de Toulouse, conseiller à la sénéchaussée de Toulouse en 1574,. Son grand-père Gaspard et son oncle Paul avaient déjà des charges dans cette institution. Il est alors un « officier moyen ». Grâce à la faveur du duc d'Épernon, il est nommé président à la chambre des requêtes du parlement de Toulouse en 1581, mais cette promotion est contestée et jugée au Grand Conseil. Pendant ce temps, en 1582-1584, il est conseiller au Parlement de Paris,. Finalement, le Grand Conseil lui donne raison et il devient président à la chambre des requêtes du parlement de Toulouse en 1584,. Cette nomination fait partie d'une stratégie du roi de France Henri III pour garder le contrôle du parlement de Toulouse face aux fidèles des Guise. Bernard de La Roche-Flavin n'adhère pas à la Ligue quand celle-ci devient prépondérante à Toulouse.
Avant 1576, Bernard de La Roche-Flavin épouse Hélix de Begon, issue d'une famille de marchands et d'officiers toulousains. Ils ont neuf enfants. Leur fils aîné, Pierre Bernard reste avocat parce que le parlement de Toulouse refuse en 1618 qu'il prenne la succession de son père comme conseiller au parlement, en conséquence de la condamnation de Bernard en 1617. Toutefois, il épouse une fille de conseiller au parlement et le cadet, Jacques, est reçu au parlement comme conseiller clerc en 1630. Les trois filles qui se marient épousent un conseiller au parlement, un trésorier général et un maître des ports et passages. Bernard de La Roche-Flavin achète dans le capitoulat du Pont-Vieux, au centre de Toulouse, l'hôtel des Ysalguier, une vieille famille toulousaine. Ses origines nobles ont permis à Bernard de La Roche-Flavin d'intégrer l'élite parlementaire toulousaine.
Son testament, rédigé en 1614, montre l'importance à ses yeux des legs culturels. Il transmet à son fils aîné sa bibliothèque et ses cabinets de curiosités et de l'argent pour des études à son petit-fils. Il demande que son fils aîné termine des livres qu'il a commencé ou projeté, un « traité des parlements et magistrats de France », « des sentences et résolutions du droit français » et « la description et l'histoire curieuse du Languedoc et des figures des hommes illustres »,.

### Livres

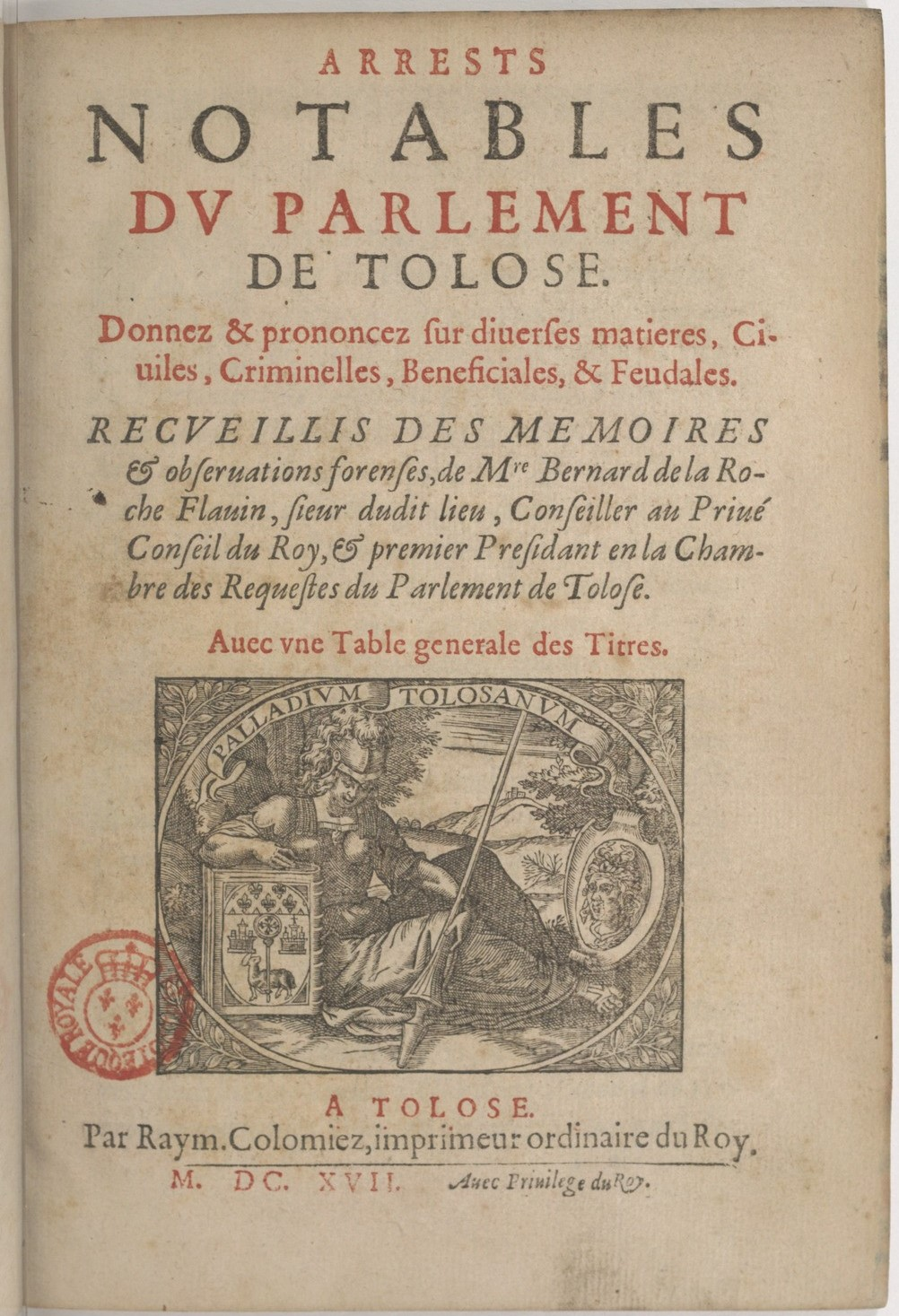
Page de titre des Arrests notables du Parlement de Tolose, 1617. Gallica.

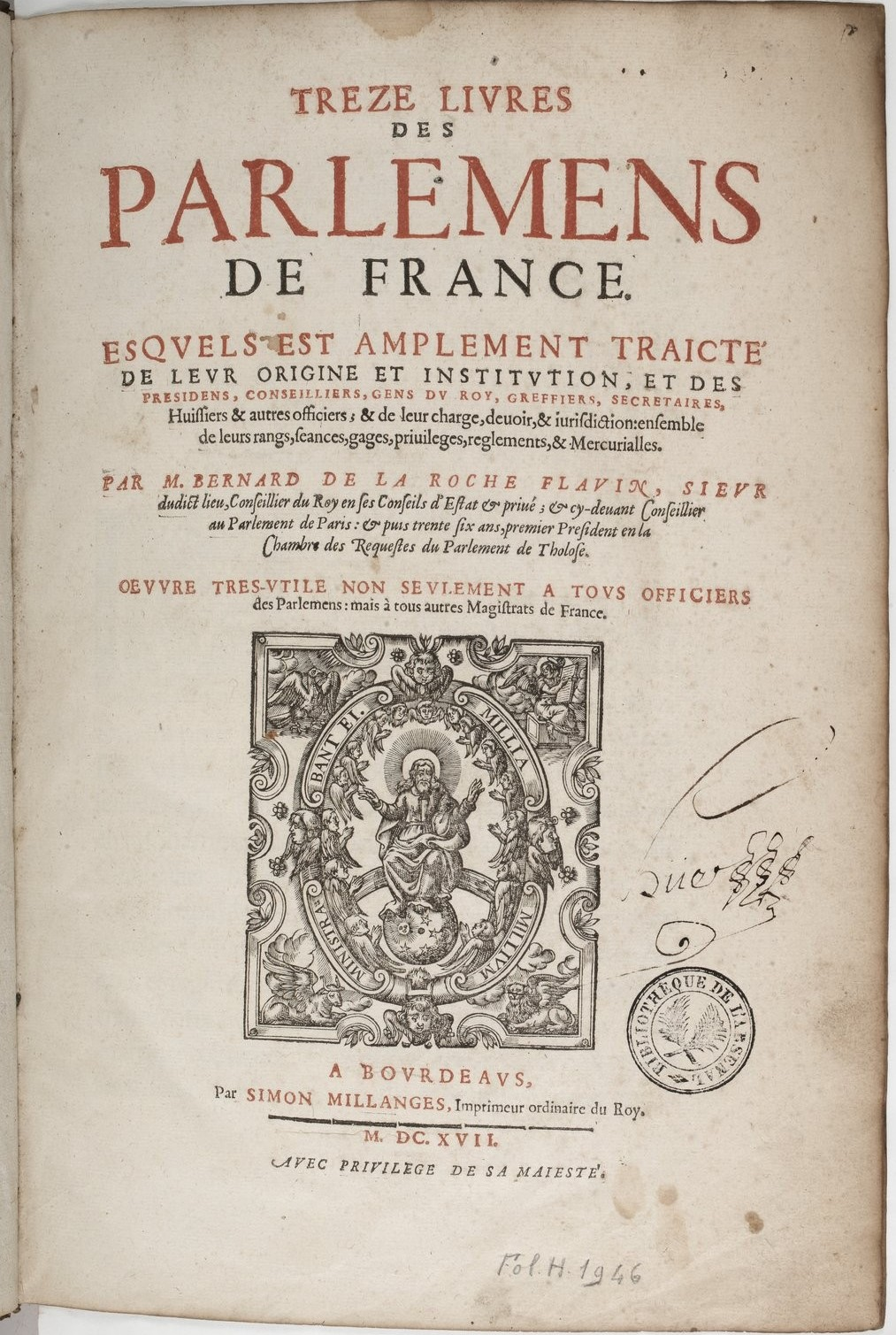
Page de titre de Treze livres des parlemens de France, 1617. Gallica.

En 1617, Bernard de La Roche-Flavin publie  à Toulouse un livre intitulé Arrests notables du Parlement de Tolose,. Ce recueil est le troisième, chronologiquement, publié par un arrêtiste toulousain. Comme Bernard de La Roche-Flavin, les autres auteurs de recueils d'arrêts sont des membres du parlement de Toulouse à la carrière déjà longue. Il y compile et commente les arrêts du parlement de Toulouse, en les classant par ordre alphabétique des sujets, ce qui permet de les retrouver plus facilement qu'avec l'ordre chronologique. Il insiste sur le primat de la preuve écrite et la nécessité de faire appliquer le droit fixé par l'écrit. La partie qui concerne le droit seigneurial est réédité en 1680, par un avocat toulousain, Graverol, avec des ajouts personnels, sous le titre de Traité de droit seigneurial.
Son livre Les Antiquitez, singularitez et autres choses plus mémorables de la ville de Tolose raconte les origines de la ville et du droit romain qu'on y applique. Il montre ainsi un goût pour l'histoire qui le rattache à l'érudition humaniste. En 1626, les états de Languedoc lui donnent 725 francs pour participer au financement de l'impression de ce livre.
En 1617, Bernard de La Roche-Flavin un autre ouvrage, à Bordeaux cette fois, Treze livres des parlemens de France, véritable somme de près de mille pages,,,, rédigée pendant des années. Ce livre, qui est probablement le plus volumineux ouvrage d'Ancien Régime sur les Parlements et qui traite de tout le savoir utile à un magistrat, est abondamment utilisé par les historiens du droit et permet de comprendre quelle est la vision du monde de l'auteur,.  
Dans les Treze livres des parlemens de France, Bernard de La Roche-Flavin ne montre pas de pensée politique originale, mais il veut un théoricien du droit. Ayant fait des recherches approfondies dans les archives du parlement de Toulouse, il y rassemble des références très nombreuses, qui montrent une culture étendue. Influencé par Jean Bodin, il utilise des références historiques, remontant à l'Antiquité afin de soutenir les décisions juridiques. Les citations sont tellement nombreuses et longues qu'elles rendent la lecture difficile. À ses yeux, les savoirs tiennent une place essentielle, par leur utilité même. Son ouvrage propose à la fois des raisonnements par analogie et des raisonnements par la dialectique. Il plaide pour un droit épuré des considérations humanistes,.
Il justifie l'ordre social par la volonté divine et la valeur personnelle et dresse le portrait du magistrat idéal, catholique pieux, honnête, au comportement distingué et bon praticien du droit. À ce magistrat idéal s'opposent selon l'auteur les pratiques réelles des magistrats toulousains, décrits comme de mauvaises mœurs, bigots et ligueurs et trop peu respectueux des règles et des usages. Ainsi, il divulgue les manquements et les erreurs commises par ses collègues magistrats du Parlement de Toulouse,. Ce sont les détails très nombreux qu'il donne qui font l'intérêt de ce livre pour les historiens et qui lui valent la condamnation de ses contemporains,.
Bernard de La Roche-Flavin y défend une position politique audacieuse, affirmant l'autorité politique, et non seulement judiciaire, des Parlements, qui, selon lui, existent dès l'origine de la monarchie et doivent redevenir des organes de gouvernement du royaume. Cette thèse, déjà formulée sous François Ier, n'est pas nouvelle, mais en 1617, dans le contexte de la régence de Marie de Médicis et de la reprise des revendications des parlements après l'échec des états généraux de 1614, elle peut apparaître comme dangereuse.

### Condamnation
Le 12 juin 1617, le parlement de Toulouse condamne Bernard de La Roche-Flavin à un an de suspension d'office, à 3 000 livres d'amende et lui interdit toute publication pour avoir mis en lumière « plusieurs faicts faux et supposés à la diffamation tant des parlements et de plusieurs officiers diceulx »,,. Son livre est détruit publiquement. Les parlements ont alors acquis un pouvoir religieux et intellectuel. L'ambition de Bernard de La Roche-Flavin de réunir dans un seul livre tous les savoirs utiles aux magistrats des cours souveraines, tout en pratiquant une forme de parler vrai, apparaît comme dépassée. Les générations qui lui succèdent sont moins attachées aux études universitaires et ont plus pour objectif de s'intégrer à la noblesse. La critique publique n'est plus possible.
Cette condamnation, qui s'explique également par la disgrâce politique que connaît alors le duc d'Épernon, est aussi un coup d'arrêt dans l'enrichissement de la famille. Bernard de La Roche-Flavin revend son hôtel particulier de Toulouse en 1618 et la seigneurie de Flavin. Plus tard, son fils Jacques vend aussi la seigneurie de Tanus.
Bernard de La Roche-Flavin meurt en 1627,.

## Publications
- Arrests notables du Parlement de Tolose : Donnez & prononcez sur diverses matieres civiles, criminelles, beneficiales & feudales. Recueillis des memoires & observations forenses, de Mre Bernard de La Roche-Flavin, sieur dudit lieu, conseiller au privé Conseil du roi et Premier président en la Chambre des Requestes du Parlement de Tolose, Toulouse, Raymond Colomiez, 1617, 556 p. (lire en ligne)[2].
- Treze livres des parlemens de France : Esquels est amplement traicté de leur origine et institution, et des presidens conseilliers, gens du Roy, greffiers, secretaires, huissiers & autres officiers, & de leur charge, devoir, & jurisdiction : ensemble de leurs rangs, seances, gages, privileges, reglements, & mercurialles. Par M. Bernard de La Roche-Flavin, sieur dudict lieu, conseillier du Roy en ses conseils d'Estat & privé, & cy-devant conseillier au parlement de Paris : & puis trente six ans, premier president en la chambre des Requestes du parlement de Tholose. Œuvre tres-utile non seulement a tous officiers des parlemens : mais à tous autres magistrats de France, Bordeaux, Simon Millanges, 1617, 927 p. (lire en ligne)[2].
- Les Antiquitez, singularitez et autres choses plus mémorables de la ville de Tolose, s.l, s.d., 176 p[2].